# Dorstenia tenera
Dorstenia tenera är en mullbärsväxtart som beskrevs av Bur.. Dorstenia tenera ingår i släktet Dorstenia och familjen mullbärsväxter. Utöver nominatformen finns också underarten D. t. obtusibracteata.